# Bedoes
Bedoes 2115, також відомий як Bedoes (сценічний псевдонім Бориса Пьотра Пржибильського) — польський репер та автор пісень, засновник гурту 2115.
Музикант пов'язаний з лейблом «SBM Label» і співпрацював з такими виконавцями, як Solar, Białas, White 2115, Blacha, Taco Hemingway, Lanek, Young Multi, Quebonafide і канадським репером Pressa. Його дебютний альбом — «For Death to Matter» — посів перше місце в польському чарті OLiS, розійшовшись накладом у понад 15 000 екземплярів. Наступні два його студійні альбоми — «Kwiat polskiej Młodych» (записаний з Kubi Producer) і «Opowieści z Doliny Smoków» (записаний з Ланеком) — також посіли перше місце у вищезгаданому чарті, отримавши статус тричі платинового і діамантового альбому.
2017 року інтернет-портал Glamrap.pl присудив йому звання «новачок року», а його сингл «05:05» номінувався на премію «Фридерик 2019» у категорії «Хіт року» (приз глядацьких симпатій).

## Біографія
Бедоес, народилася 1998 року в Бидгощі, а своє дитинство провів в житловому масиві Бартодзеє. Ріс без батька, жив з мамою та бабусею. Почав робити свої перші музичні записи у тринадцятирічному віці, а у віці 15 років вже записав такі мікстейпи як: «Ganesha's Blessing», «Gucci Watch», «The Fattest of the Young», «Anubis's Throne» і «FR$HTILLIDIX». Після закінчення середньої школи, кинув навчання, щоб зосередитися на музиці.
2014 року разом з 2115 випустив мікстейп «TBK (To Bartodzieje Kurwo)», який вийшов обмеженим тиражем у 50 екземплярів. Через багато років цей альбом увійшов до списку найдорожчих і найважчих до здобуття альбомів польського репу. 2016 року випустив ще один мікстейп — «Squadshits». Цього ж року підписав контракт зі студією звукозапису «SB Maffija».
У вересні 2016 року Bedoes випустив свій перший сингл — «Gang, gang, gang», анонсуючи свій дебютний альбом з Кубі у ролі продюсера. Пісня посіла перше місце в польському хіп-хоп чарті. Наступний сингл — «Biały i młody» — вийшов 16 грудня і також посів перше місце у вищезгаданому хіп-хоп чарті. Протягом року обидві пісні набрали приблизно 10 мільйонів переглядів на YouTube.
2017 року вийшли ще такі сингли як «NFZ», «Napad», «Raz» та «Kolega brata rapera». Прем'єра його дебютного альбому «Aby śmierć miała znaczenie» відбулася 17 лютого 2017 року та посіла перше місце в чарті OLiS, розійшовшись тиражем у понад 3000 копій. Промоцією альбому став концертний тур по Польщі.
Bedoes також взяв участь в акції «Молоді вовки 2017», організованій музичним сайтом Popkiller. 2017 року вступив у конфлікт з репером Філіпеком, який образив його на своєму концерті після того, як Бедоес заявив в інтерв'ю, що Філіпек — найслабший репер. Бедоес відповів піснею «AŚMZ», на яку Філіпек відповів піснею «Mówię o twej karierze». Бедоес тоді видав пісню «Pinocchio», а Філіпек зі свого боку — «Łakałakałaka». Конфлікт закінчився, коли Бедоес виклав у Facebook пісню «Rocket Jump». У конфлікті Бедоеса підтримали такі репери, як Eldo, Te-Tris і WdoWa.